# دوغلاس هارولد كوب
دوغلاس هارولد كوب هو عالم كيمياء حيوية وأحيائي كندي، ولد في 16 يناير 1915 في تورونتو في كندا، وتوفي في 17 مارس 1998.